# Suita
Suita je ciklična glasbena oblika, sestavljena iz stiliziranih plesov 16. in 17. stoletja. Vsebuje štiri obvezne dele: alemanda (nemški ples), couranta (francoski ples), sarabanda (španski ples) in gigue (irski ples). Skladatelji so lahko v suito vnesli tudi druge dele, npr. preludij, francoski menuet, španska pavana, gavota, italijanska siciliana, poljska poloneza itd. 
Tonaliteta delov suite ostaja od prvega do zadnjega dela enaka. Deli se med seboj razlikujejo le v času, taktovskem načinu, izvoru, začetku s predtaktom ali brez.
Suita je lahko klavirska (J. S. Bach: Francoske suite, Angleške suite; G. F. Händel: Suita za čembalo), baletna ali orkestrska (E. Grieg: Peer Gynt, Jutro; J. S. Bach: Suita za orkester, C-dur).